# Matthew Lewis
 Der er flere personer med dette navn, se Matthew Lewis (forfatter).
Matthew David Lewis (født 27. juni 1989 i Leeds, England) er en engelsk skuespiller. Han blev født i Leeds, og går på St Mary's School i Menston.
Han er mest kendt for rollen som "Neville Longbottom" i Harry Potter-filmene.
Da han var til audition for at få lov at være med i Harry Potter-filmene, tænkte han ikke på figuren "Neville" i det hele taget. Alt han ville var at få lov at være med i filmen.
Lewis er også kendt for at have forbindelse med fanklubberne til Harry Potter. Han er regelmæssigt indennom fansiden MuggleNet, og har også været med på direkte websamtaler med fansiden.

## Filmografi
- Harry Potter og Dødsregalierne - del 2 (2011) – "Neville Longbottom"
- Harry Potter og Dødsregalierne - del 1 (2010) – "Neville Longbottom"
- Harry Potter og Halvblodsprinsen (2009) – "Neville Longbottom"
- Harry Potter og Fønixordenen  (2007) – "Neville Longbottom"
- Harry Potter og Flammernes Pokal (2005) – "Neville Longbottom"
- Harry Potter og Fangen fra Azkaban (2004) – "Neville Longbottom"
- Harry Potter og Hemmelighedernes Kammer (2002) – "Neville Longbottom"
- Harry Potter og De Vises Sten (2001) – "Neville Longbottom"
- Dalziel and Pascoe: An Advancement of Learning (1996) (TV) – "Davy Plessey"
- Some Kind of Life (1995) – "Jonathan Taylor"